# Urosaurus bicarinatus
Espèce
Synonymes
- Uta bicarinata Duméril, 1856
- Uta anonymorpha Mittleman 1940
- Uta unica Mittleman 1941
- Urosaurus unicus (Mittleman 1941)
- Uta nelsoni Schmidt, 1921
- Uta tuberculata Schmidt, 1921

Statut de conservation UICN

 LC  : Préoccupation mineure
Urosaurus bicarinatus est une espèce de sauriens de la famille des Phrynosomatidae.

## Répartition
Cette espèce est endémique du Mexique.

## Liste des sous-espèces
Selon The Reptile Database (27 février 2013) :
- Urosaurus bicarinatus anonymorphus (Mittleman, 1940)
- Urosaurus bicarinatus bicarinatus (Duméril, 1856)
- Urosaurus bicarinatus nelsoni (Schmidt, 1921)
- Urosaurus bicarinatus spinosus Bumzahem & Smith, 1954
- Urosaurus bicarinatus tuberculatus (Schmidt, 1921)

## Publications originales
- Bumzahem & Smith, 1954 : A New Race of Urosaurus bicarinatus (Reptilia: Squamata) from Chiapas, Mexico. Herpetologica, vol. 10, no 3, p. 181-183.
- Duméril, 1856 : Description des reptiles nouveaux ou imparfaitement connus de la collection du Muséum d'Histoire Naturelle, et remarques sur la classification et les caractères des reptiles. Archives du Muséum d'Histoire Naturelle, Paris, vol. 8, p. 438-588 (texte intégral).
- Mittleman, 1941 "1940" : Two new lizards of the genus Uta. Herpetologica, vol. 2, no 2, p. 33-38.
- Schmidt, 1921 : New species of North American lizards of the genera Holbrookia and Uta. American Museum Novitates, no 22, (texte intégral).